# Escala nordestina
Escala nordestina é uma denominação popular para alguns tipos de escalas musicais comuns nos estilos musicais da Região Nordeste do Brasil. Visto que não se conhecem outras referências ao termo, na prática, ele pode representar três escalas distintas, duas modais em seu formato moderno e uma exótica.

## Determinações
Na grande maioria dos casos, ao usar o termo escala nordestina, busca-se caracterizar o modo mixolídio. Algumas exceções aplicam tal denominação ao modo dórico (que pode ser visto, nos estilos nordestinos, como uma forma menor da escala mixolídia) ou ainda, a escala conhecida como Lídio b7 (pronuncia-se lídio bemol 7, ou lídio bemol, ou mesmo lídio com sétima menor), sendo que qualquer uma das referências está correta (por tratar-se de formas populares para designar tais escalas).

### Mixolídio
Altamente empregado na música nordestina, o modo é comum no baião, nos frevos, e em diversos outros estilos desta região.
Exemplo de escala dó mixolídia:
Exemplo de melodia em sol mixolídio moderno:

### Dórico
O dórico caracteriza-se por ser um modo cuja tônica forma um acorde menor com sétima menor, por este motivo, popularmente, este modo pode ser visto como um "mixolídio menor".
Exemplo de escala em dó dórico:

### Lídio b7
Uma escala exótica formada através do modo lídio, onde diminui-se a sensível em um semitom formando a partir da sétima maior original, uma sétima menor.
Este sistema é pouco aplicado na prática mas vem ganhando destaque especialmente com os guitarristas atuais da região (que parecem usar bem a forma).
Aparentemente, a determinação "lídio com sétima bemol" é uma classificação oriunda do jazz ou da bossa-nova pouco comum nos métodos musicais brasileiros.
Exemplo de escala em dó lídio b7:
Exemplo de melodia em sol lídio b7: